# Wang (Niederösterreich)
Wang ist eine Marktgemeinde mit 1371 Einwohnern (Stand 1. Jänner 2024) im Bezirk Scheibbs in Niederösterreich.

## Geografie
Wang liegt im Mostviertel in der niederösterreichischen Eisenwurzen. Die Marktgemeinde wird von der Kleinen Erlauf durchflossen und ist zwanzig Quadratkilometer groß. Rund zwei Drittel werden landwirtschaftlich genutzt und dreißig Prozent der Fläche sind bewaldet.

### Gemeindegliederung
Das Gemeindegebiet umfasst folgende 18 Ortschaften (in Klammern Einwohnerzahl Stand 1. Jänner 2024):
- Berg (9)
- Ewixen (14)
- Griesperwarth (47)
- Grieswang (35)
- Höfling (11)
- Hofweid (23)
- Kaisitzberg (51)
- Lehmgstetten (158)
- Mitterberg (73)
- Nebetenberg (61)
- Pyhrafeld (26)
- Reidlingberg (35)
- Reidlingdorf (29)
- Reitering (45)
- Schlott (14)
- Straß (4)
- Thurhofwang (140)
- Wang (596)

Die Gemeinde besteht aus den Katastralgemeinden Pyhrafeld, Reidlingberg und Wang.

### Nachbargemeinden
| Euratsfeld (Bezirk Amstetten) | Ferschnitz (Bezirk Amstetten)               | Steinakirchen am Forst |
|                               | Kompassrose, die auf Nachbargemeinden zeigt |                        |
| Randegg                       | Gresten-Land                                |                        |

## Geschichte
Ein Stein an der Kirchentür von Pyhrafeld stammt von einem römischen Grabdenkmal. Dies und Funde aus der Zeit der Römischen Besatzung in der Nachbargemeinde Perwarth zeigen, dass durch das Erlauftal eine Römerstraße verlief. Nach dem Abzug der Römer besiedelten die Ostgoten das Gebiet. Von ihnen stammt voraussichtlich der Name Wang, was so viel wie „blühende Wiese“ bedeutet. Im 6. und 7. Jahrhundert zogen die Slawen von Osten kommend die Täler hinauf. Von ihnen stammen die Namen Ewixen und Reidlingberg.
Seit zirka 1100 gehört Wang zur Pfarre Steinakirchen.
Die erste urkundliche Erwähnung von Wang stammt aus dem Jahr 1334. Zu dieser Zeit gehörte das Gebiet zum Großteil der Herrschaft Reinsberg, aber 18 Häuser zahlten dem Kloster Mondsee den Zehent. Aus dem 14. Jahrhundert ist auch erstmals ein Ansitz nachweisbar. Durch Heirat ging der Besitz 1375 an die Zelkinger, die hundert Jahre lang Besitzer waren. Nach wenigen Jahren Herrschaft der Zinsendorfer folgten die Öder, die 1538 die Markterhebung erreichten. Wolff von Oedt und sein Sohn Heinrich bauten das Schloss zu einer dreiflügeligen Anlage aus. Ein Beweis für die Gerichtsbarkeit ist der 1553 errichtete Pranger. Die Öder förderten auch den Protestantismus, über hundert Jahre lang blieb Wang mehrheitlich lutherisch. Erst die Kaiser Ferdinand II. und Ferdinand III. führten den Katholizismus wieder ein.
Am Ende des 16. Jahrhunderts ließ der neue Besitzer Wolfgang Nikolaus von Grünthals den vierten Flügel des Schlosses und den Arkadenhof errichten. Im Jahr 1711 kam das Schloss in den Besitz der Auersperg, die es 1834 an die Habsburger verkauften. In diesem Jahr besuchte Kaiser Franz das Schloss.
Als Eigentum der Habsburger ging das Schloss 1918 in den Besitz der Republik Österreich über, 1927 kaufte es die Gemeinde und verwendet es seither als Gemeindeamt.
Im Jahr 1970 schlossen sich die Gemeinden Wang, Reidlingberg und Pyhrafeld zusammen.

### Bevölkerungsentwicklung

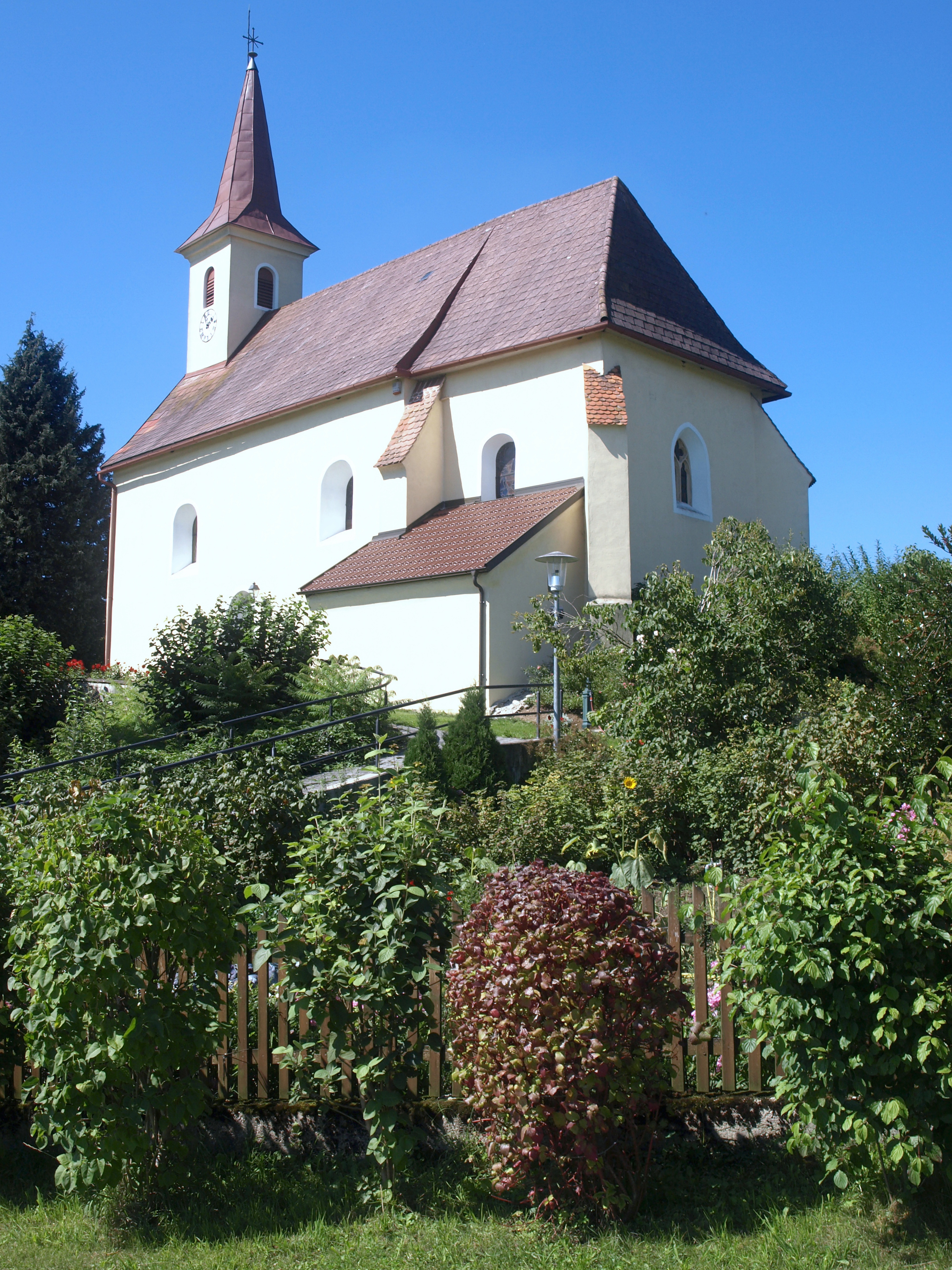
Katholische Filialkirche hl. Nikolaus in Pyhrafeld

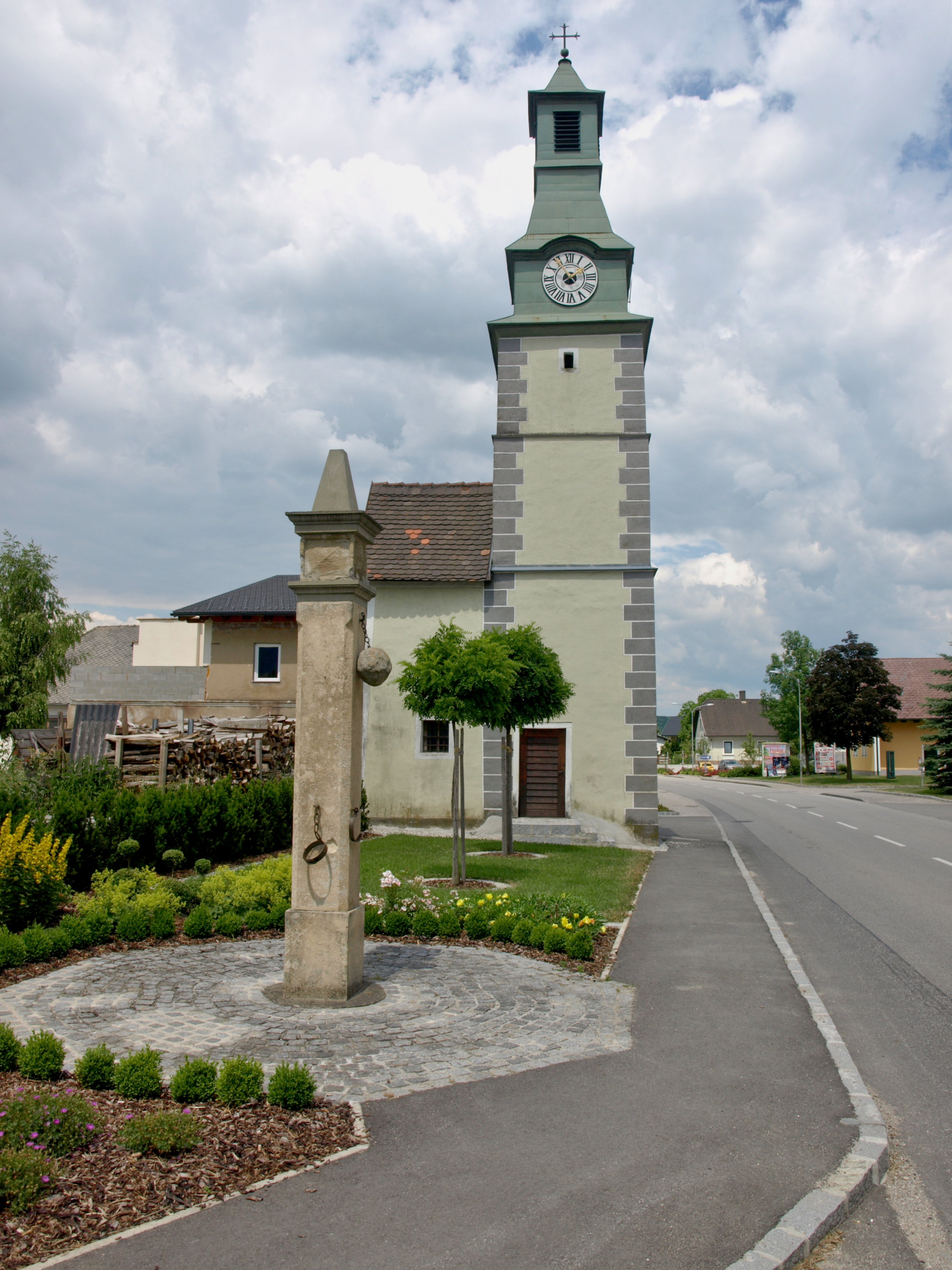
Glockenturm und Pranger

| Wang: Einwohnerzahlen von 1869 bis 2024             | Wang: Einwohnerzahlen von 1869 bis 2024 | Wang: Einwohnerzahlen von 1869 bis 2024 | Wang: Einwohnerzahlen von 1869 bis 2024 | Wang: Einwohnerzahlen von 1869 bis 2024 |
| --------------------------------------------------- | --------------------------------------- | --------------------------------------- | --------------------------------------- | --------------------------------------- |
| Jahr                                                |                                         |                                         |                                         | Einwohner                               |
| 1869                                                | 1869                                    |                                         | 926                                     | 926                                     |
| 1880                                                | 1880                                    |                                         | 938                                     | 938                                     |
| 1890                                                | 1890                                    |                                         | 921                                     | 921                                     |
| 1900                                                | 1900                                    |                                         | 932                                     | 932                                     |
| 1910                                                | 1910                                    |                                         | 952                                     | 952                                     |
| 1923                                                | 1923                                    |                                         | 929                                     | 929                                     |
| 1934                                                | 1934                                    |                                         | 969                                     | 969                                     |
| 1939                                                | 1939                                    |                                         | 1.018                                   | 1.018                                   |
| 1951                                                | 1951                                    |                                         | 990                                     | 990                                     |
| 1961                                                | 1961                                    |                                         | 959                                     | 959                                     |
| 1971                                                | 1971                                    |                                         | 1.041                                   | 1.041                                   |
| 1981                                                | 1981                                    |                                         | 1.110                                   | 1.110                                   |
| 1991                                                | 1991                                    |                                         | 1.171                                   | 1.171                                   |
| 2001                                                | 2001                                    |                                         | 1.278                                   | 1.278                                   |
| 2011                                                | 2011                                    |                                         | 1.325                                   | 1.325                                   |
| 2021                                                | 2021                                    |                                         | 1.396                                   | 1.396                                   |
| 2024                                                | 2024                                    |                                         | 1.371                                   | 1.371                                   |
| Quelle(n): Statistik Austria, Gebietsstand 1.1.2021 |                                         |                                         |                                         |                                         |

## Kultur und Sehenswürdigkeiten
- Filialkirche hl. Nikolaus in Pyhrafeld
- Marienkapelle in einer ehemaligen Trafostation
- Glockenturm
- Pranger
- Schloss

## Wirtschaft und Infrastruktur

### Wirtschaftssektoren
In den Jahren 1999 bis 2010 nahm die Anzahl der landwirtschaftlichen Betriebe von 101 auf 77 ab. Davon waren 48 Haupterwerbsbetriebe, die drei Viertel der Flächen bewirtschafteten. Im schwach ausgeprägten Produktionssektor arbeiteten dreizehn Erwerbstätige in der Bauwirtschaft. Die größten Arbeitgeber im Dienstleistungssektor waren die Bereiche soziale und öffentliche Dienste mit 44 und der Handel mit 33 Erwerbstätigen (Stand 2011).
| Wirtschaftssektor            | Anzahl Betriebe | Anzahl Betriebe | Erwerbstätige | Erwerbstätige |
| Wirtschaftssektor            | 2011            | 2001            | 2011          | 2001          |
| ---------------------------- | --------------- | --------------- | ------------- | ------------- |
| Land- und Forstwirtschaft 1) | 77              | 101             | 111           | 75            |
| Produktion                   | 12              | 006             | 022           | 26            |
| Dienstleistung               | 38              | 028             | 113           | 92            |

1) Betriebe mit Fläche in den Jahren 2010 und 1999

### Arbeitsmarkt, Pendeln
Von den über 700 Erwerbstätigen, die 2011 in Wang lebten, arbeiteten 178 in der Gemeinde, drei Viertel pendelten aus.

### Öffentliche Einrichtungen
In Wang befinden sich ein Kindergarten und eine Volksschule.

## Politik

### Gemeinderat
| Der Gemeinderat hat 19 Mitglieder. - Mit den Gemeinderatswahlen in Niederösterreich 1990 hatte der Gemeinderat folgende Verteilung: 13 ÖVP, 3 Bürgerliste Wang und 3 SPÖ. - Mit den Gemeinderatswahlen in Niederösterreich 1995 hatte der Gemeinderat folgende Verteilung: 14 ÖVP, 2 SPÖ, 2 Bürgerliste Wang und 1 FPÖ. - Mit den Gemeinderatswahlen in Niederösterreich 2000 hatte der Gemeinderat folgende Verteilung: 15 ÖVP, 3 SPÖ und 1 FPÖ. - Mit den Gemeinderatswahlen in Niederösterreich 2005 hatte der Gemeinderat folgende Verteilung: 15 ÖVP, 3 SPÖ und 1 FPÖ. - Mit den Gemeinderatswahlen in Niederösterreich 2010 hatte der Gemeinderat folgende Verteilung: 14 ÖVP, 3 SPÖ und 2 FPÖ. - Mit den Gemeinderatswahlen in Niederösterreich 2015 hatte der Gemeinderat folgende Verteilung: 16 ÖVP, 2 SPÖ und 1 FPÖ. - Mit den Gemeinderatswahlen in Niederösterreich 2020 hat der Gemeinderat folgende Verteilung: 16 ÖVP, 2 SPÖ und 1 FPÖ. | Die zur Anzeige dieser Grafik verwendete Erweiterung wurde dauerhaft deaktiviert. Wir arbeiten aktuell daran, diese und weitere betroffene Grafiken auf ein neues Format umzustellen. (Mehr dazu) |

### Bürgermeister
- 1945–1960 Johann Mayer[18]
- 1961–1970 Leopold Riedler
- 1970–1979 Michael Luger
- 1979–2004 Josef Feregyhazy (ÖVP)[19]
- seit 2004 Franz Sonnleitner (ÖVP)[20]

## Persönlichkeiten
- Engelbert Dollfuß (1892–1934), Ehrenbürger seit Oktober 1933.[21][22] Im Nationalsozialismus während der Jahre 1938 und 1945 wurde die Ehrenbürgerschaft aberkannt.[23] Aufgrund der Annullierung aller Beschlüsse während des Nationalsozialismus ist diese seit 1945 wieder in Kraft.
- Otto von Habsburg (1912–2011), Ehrenbürger seit 1937.[23]